# Burgstall Haßfelden
Der Burgstall Haßfelden ist eine abgegangene Höhenburg auf der Markung Langholz bei 420,4 m ü. NN fast an der Spitze des langen Sporns zwischen dem Altenberger Grimmbach und dem Haßfelder Grimmbach, die beide kurz nacheinander westlich in den Grimmbach münden. Der Burgstall ist wohl identisch mit der abgegangenen Ortschaft Burg der Alten von Altenberg. Wüstung und Burgstelle liegen auf dem Gebiet des Ortsteils Haßfelden der Gemeinde Wolpertshausen im Landkreis Schwäbisch Hall in Baden-Württemberg.
Die Geschichte dieser Burg liegt noch völlig im Dunkeln der Geschichte, so ist die Gründungszeit, der Bauherr der Anlage wie auch der Grund des Abganges unbekannt. Die Burg soll den Strüllern, genannt Alt von Altenberg, gehört haben, hierfür gibt es aber keine Nachweise. Nach Bauform, Lage und Größe könnte die Turmhügelburg dem 12. oder 13. Jahrhundert entstammen.